# Opričnina

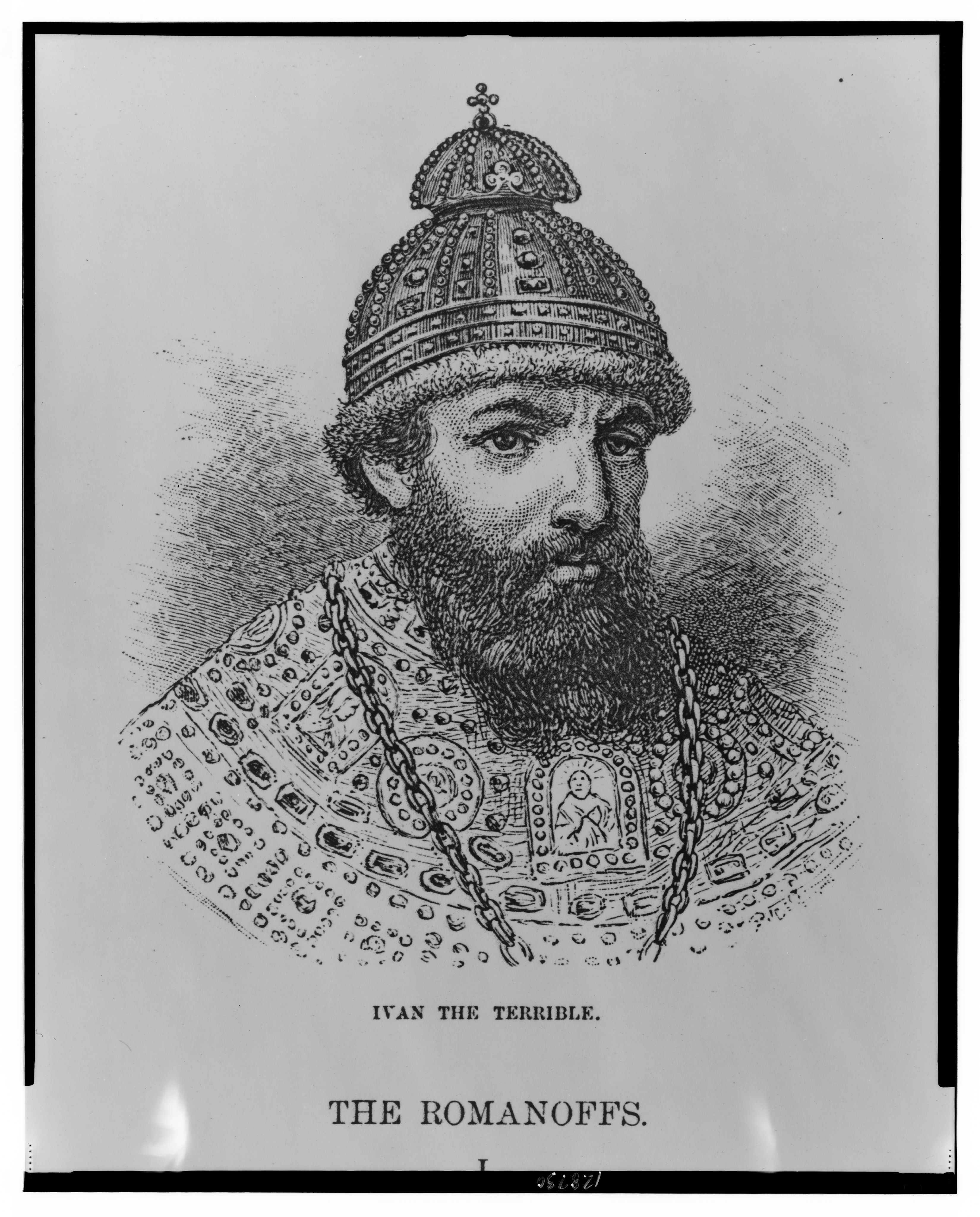
Ivan IV.

Opričnina (rusky опричнина) byl zvláštní správní systém v carském Rusku v letech 1565–1572. K vykonávání vůle panovníka sloužil zvláštní carský vojenský oddíl „opričniki“.

## Historie
Systém zavedl car Ivan IV. zv. Hrozný, jímž zamýšlel rozdělení správy státu (území, úřadů, pokladny, hlavního města) na dvě části, zemštinu tradičně spravovanou zemskými orgány v čele s bojarskou dumou, a opričninu, podléhající přímé správě panovníka-cara.
Zpočátku patřila do opričniny polovina, později až dvě třetiny moskevského území, především centrální oblasti s kvalitnější půdou. V opričnině zřídil car stejné orgány, jako byly v zemštině, dvůr, příkazy, dumu ad., zamýšlené nové typy orgánů státní správy nevznikly.

### Příčiny vzniku
Nastolení nového režimu má zřejmě původ v době před Ivanovým dosažením plnoletosti, kdy moc ve státě vykonávali Ivan a Andrej Šujští. Jejich arogantní chování u mladého následníka trůnu vyvolávalo hněv a frustraci, které zasely semínka jeho budoucí rozsáhlé kampaně proti ruské šlechtě. V jednom z dopisů knížeti Kurbskému si mladý Ivan hořce stěžuje, jak si kníže Andrej Šujský položil zablácené boty na jeho postel. Tato záležitost skončila v roce 1543 tím, že byl Andrej vhozen do kobky s hladovými psy, jimiž byl roztrhán.
Opričnina byla zaměřena proti mocenským snahám bojarsko-knížecí aristokracie, jejím hlavním cílem mělo být prosazení absolutistické moci panovníka, samoděržaví a především odstranění všech „zrádců“ – nepřátel Ivana Hrozného. Jeho hlavním mocenským nástrojem se stalo opričné vojsko, neboli opričníci (někdy také kroměšnici), původně tisíc mužů tvořících carovu osobní gardu, jejichž počet se rychle rozrostl na šest tisíc. Rekrutovali se především ze střední poměstné šlechty, ale byli zde také příslušníci starobylého moskevského bojarstva, kteří se vyznamenali zvláštní oddaností carovi, cizinci a dobrodruzi. Opričníkům byla přidělována poměstí na území opričniny, kromě toho byli odměňováni ze zvláštní daně, která se vybírala ze zemštiny. Jejich odznakem byla psí hlava a koště.
Opričníci měli v podstatě funkci tajné policie. Pátrali po nepřátelích, vyslýchali je a mučili. Stáli nad zákonem, a proto si nikdo na ně nesměl stěžovat. Na denním pořádku byly konfiskace majetku a později, když vláda nabyla zjevné podoby teroru, masové popravy Ivanových odpůrců, a to skutečných i domnělých, konaly se trestné výpravy proti městům či celým újezdům. Jedna z nejznámějších výprav se odehrála roku 1570, kdy bylo odhaleno údajné spiknutí v Novgorodu. Účtování s údajnými zrádci trvalo šest týdnů. Stovky obyvatel byly vyslýchány, mučeny a nakonec utopeny v mrznoucím Volchovu i s celými rodinami. O život tehdy přišlo jen ve městě na 3 tisíce lidí, oběti v širokém okolí se odhadují na 40 tisíc. Represálie byly namířeny nejen proti aristokracii, ale také proti jejím poddaným.
Opričnina byla oficiálně zrušena roku 1572, když opričníci nechtěli bránit Rusko před nájezdem krymského chána.

## Odkaz
Tímto obdobím ruských dějin se zabývá také román Kníže stříbrný Alexeje Tolstého.